# 希臘化文明
公元前4世紀下半叶，馬其頓的腓力二世統一了整個希臘，其後後繼者亞歷山大大帝在帝國擴張的過程中將希臘文明傳播至東方。公元前4世纪末至公元前2世纪，稱希臘文化（Hellenistic civilization）。希臘語漸漸成為“世界語言”。《希伯来圣经》即在公元前3世紀被譯為通用希腊语《七十士譯本》。
公元前323年，亞歷山大大帝駕崩之後，其帝國分裂成四大部分，各自獨立，有馬其頓安提哥那王朝、小亞細亞的阿塔羅斯王朝、敘利亞的塞琉古王朝、埃及的托勒密王朝。猶太人聚居的以色列地區在塞琉古王朝境内。塞琉古王朝在前238年東部的安息（帕提亞）和大夏（巴克特里亞）獨立之後，東部被安息帝國所擾，西面又面臨羅馬帝國的擴張，最終被羅馬帝國和安息瓜分。公元前168年，馬其頓安提哥那王朝被羅馬共和國所滅。

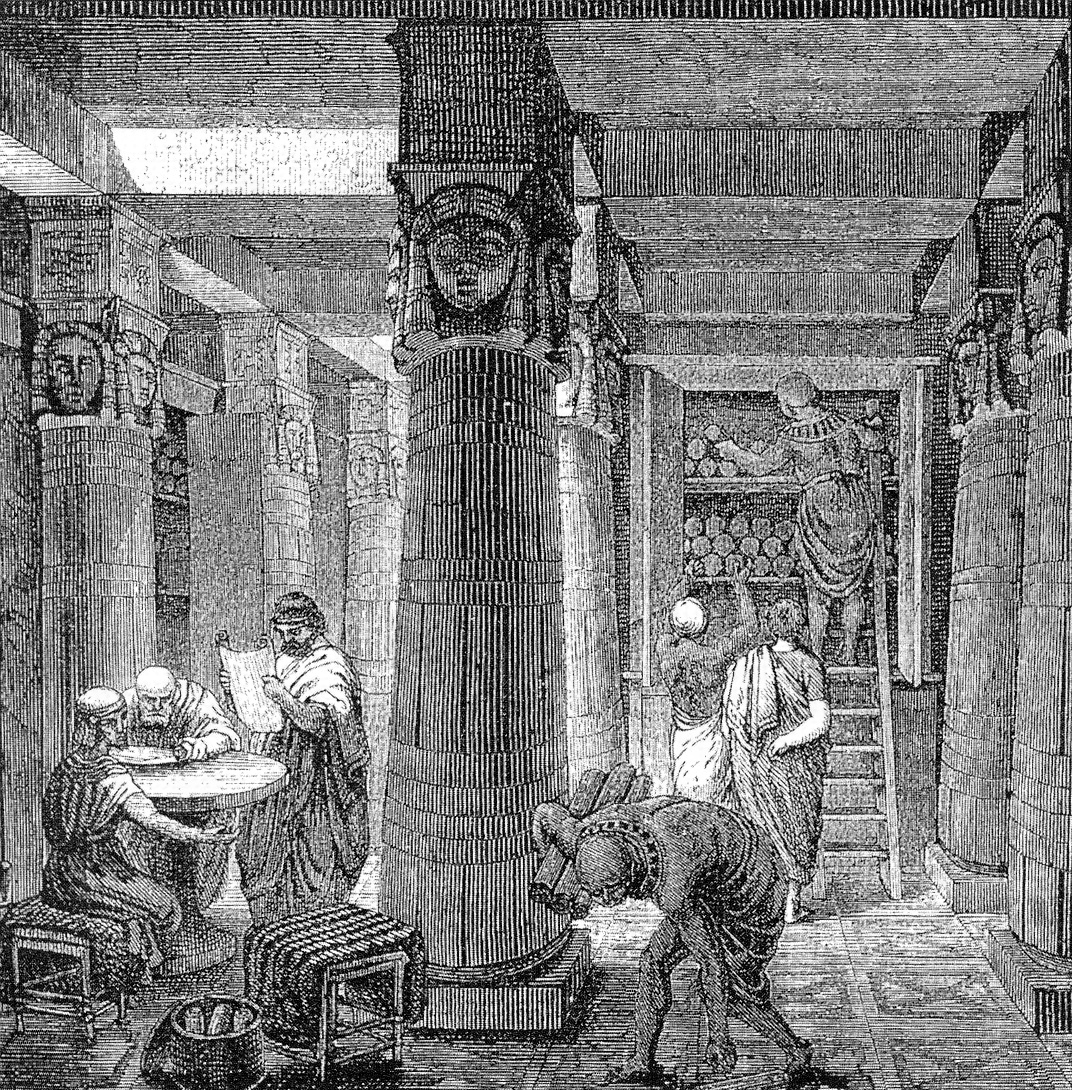
埃及托勒密王朝的亞歷山卓圖書館，此處展示一位藝術家對它的描繪，這是一座偉大並且具重大意義的古代世界圖書館。

## 概述

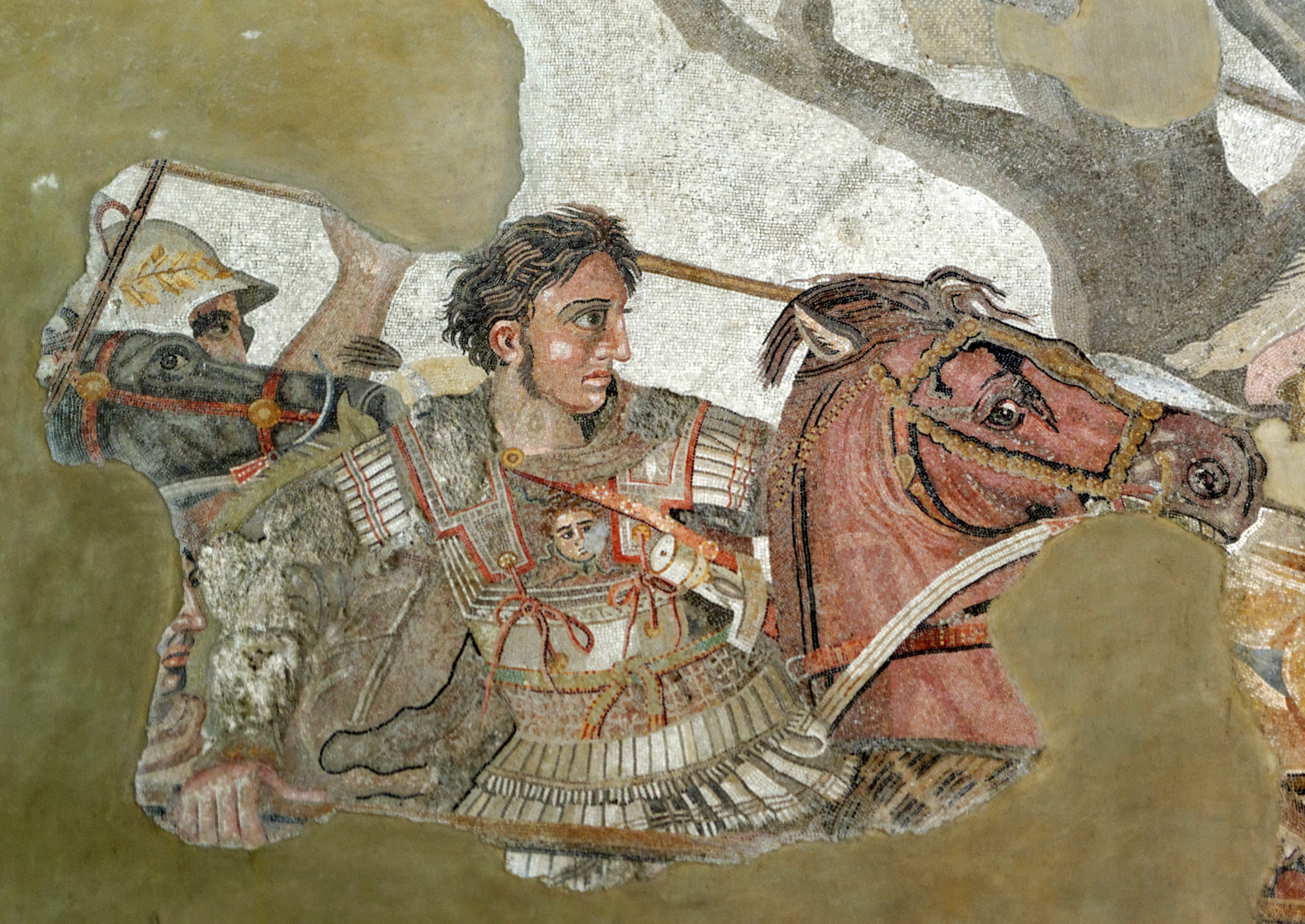
亚历山大与波斯王大流士三世战斗。那不勒斯国立考古博物馆，亚历山大马赛克。

希臘化時代是一段國際性與世界性的歷史，其年限斷定基本上以較正統性的說法是以從公元前323年到亞歷山大大帝駕崩，一直到公元前30年（或公元前31年）屋大維把埃及托勒密王朝併入羅馬，並且建立行省為止，這三百多年而言。在這個期間古希臘文化盛行於東地中海與西亞地區一帶。在英文的學術文獻中往往是使用“Hellenistic”這一個單字來區別古希臘文明先前的古典時代（Classical Age）。
希臘化世界被三個君主制政權所支配著，他們都屬於亞歷山大大帝的繼承者：托勒密治下的埃及王國；塞琉古斯支配的敘利亞、小亞細亞；馬其頓的安提哥那王朝。其國家的優秀份子多集中在城市中，並且通行著當時的國際語言──古希臘語，古希臘的文學、藝術、哲學此時相當盛行，但是希臘人與其西亞、埃及各地區民族在信仰上、藝術上還有文學上也都產生了融合的狀況。
這個時代有許多新的城市興起，其中最著名的城市就是位於埃及的亞歷山卓，在托勒密一世的統治之下，他使用王國的財富，大興土木建造城市，又附庸風雅、獎勵學術，因此吸引著詩人、人文學者、藝術家以及科學家到來，因此使得這城市變成一個經濟上、宗教上、文化上的中心。此外其他的城市如帕加馬、安條克、雅典在文化貢獻上亦不輸給亞歷山卓。

## 政治

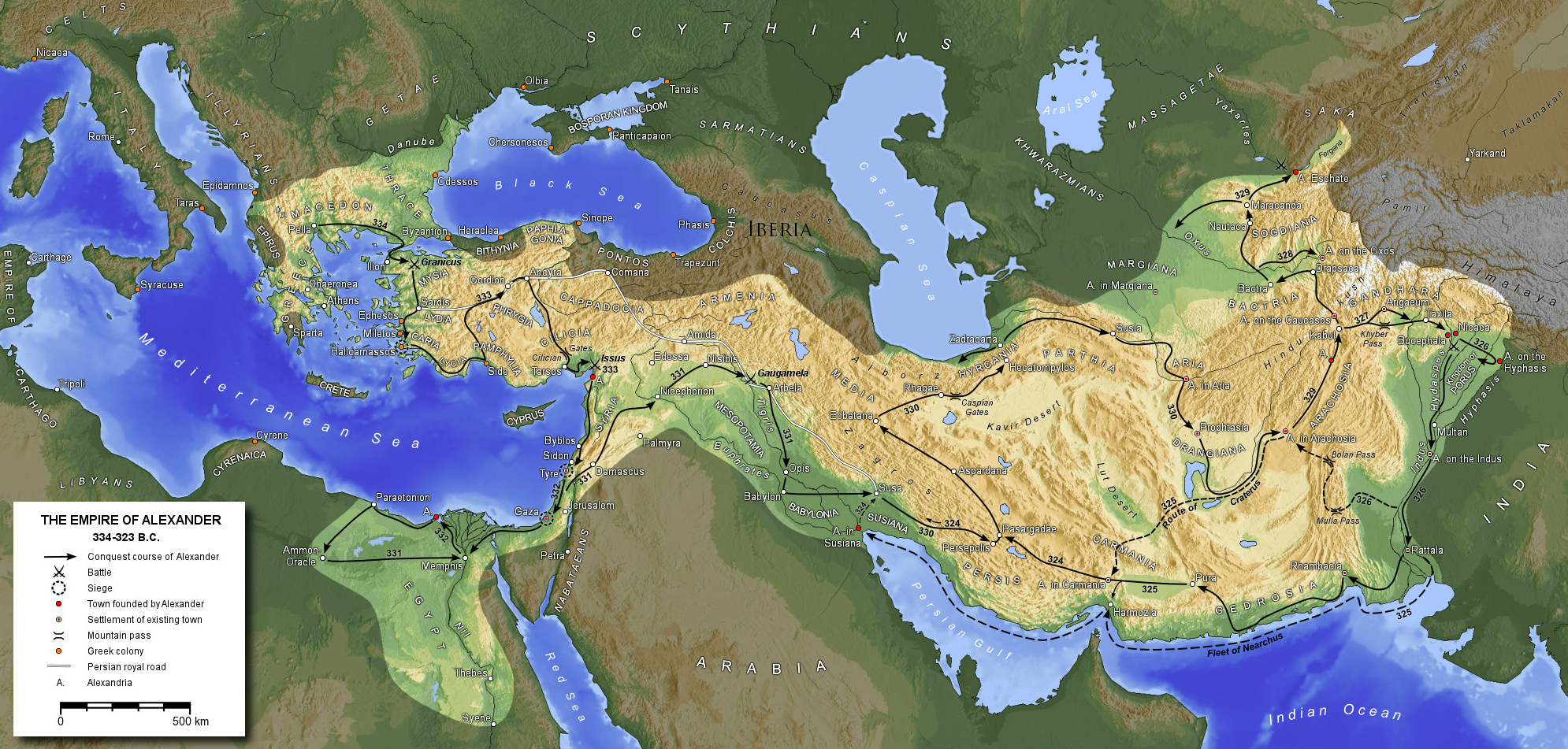
亚历山大大帝征服过的地域

亞歷山大大帝與他的繼承者建立了希臘的君主專制政治，在這之前希臘是處在各個城邦林立的狀態，而且彼此實施不同的政治制度。不過到了希臘化時代，君主通常以神權或半神權作為號召。亞歷山大大帝在埃及以上帝之子的身分統治，在希臘被美化為神來崇拜。他身故之後，希臘化各國皆是仿效他的做法。這種情況以塞流卡斯王國和托勒密王朝更為明顯，塞流卡斯王朝君主安条克四世統治敘利亞用「上帝顯現」（Epiphanes）的銜號；托勒密王朝君主在簽署詔命時用「上帝」（Theos）的名義，惟獨馬其頓的情況不像前述兩者如此明顯。

## 經濟

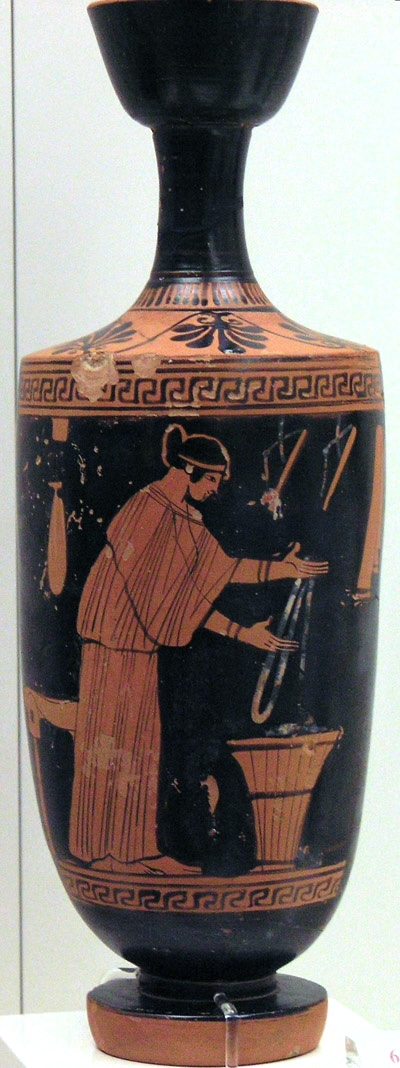
女人處理毛線, 公元前480年 - 公元前470年, 雅典國家考古博物館

希臘古典時代小規模的生產方式，被大商業的發展，與激烈的商業競爭所淘汰。希臘化時代各國，尤其是埃及與西亞對於工商業和對外貿易採取嚴格的控制。托勒密王朝在埃及幾乎每一鄉村都設置政府經營的工廠或商店，用來充實財政，對於私營工商業也是嚴格管理；西亞的政府也有相似的手段，只不過規模較小。但是，貧富懸殊的情況，以及工資下降和物價上升的情形相當普遍，這些現象讓人民的生活相當辛苦。另外，大都市的興起亦為希臘化世界的特色。敘利亞的安提亞克在百年之內人口成長四倍，底格里斯河上的塞流西亞從渺無人煙之地成長為數十萬人口之多，埃及的亞歷山大城為當時最大城市，大約有一百萬人口。

## 社會
希臘化時代，東方各大城市如亞歷山卓、安提亞克等，商業興盛，四方雜處，社會上使用多種語言文化，使西亞、埃及和希臘的文化得以充分交流，不過以今日的標準來看希臘化時代的社會，會發現它是一個停滯性質的社會。在當時大城市都是希臘移民集中的地方，而離城市之外的地區則是各地區的原居民族分布。

## 文化

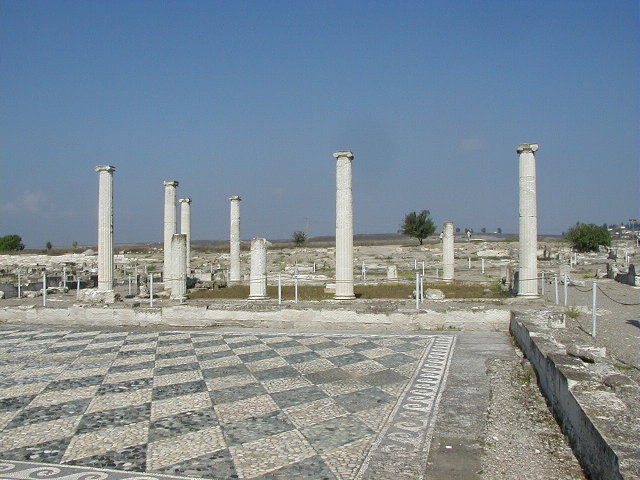
位於希臘佩拉（Pella）的古代馬其頓貴族遺跡，其為礫鑲嵌面的中庭。

一般而言，在古希臘人的眼裏馬其頓人是野蠻民族，他們在希臘文化的邊陲地帶；然而有趣的是古希臘文化卻是由他們眼中的蠻族──馬其頓人給發揚光大的；事實上馬其頓與希臘人是有相同的淵源的。
古希臘文化也被後來的歐洲人給繼承，如後代的羅馬帝國接受了希臘化時代文化的遺產，而今日現代的西方則是銜接了羅馬帝國文化的遺產。

### 文學

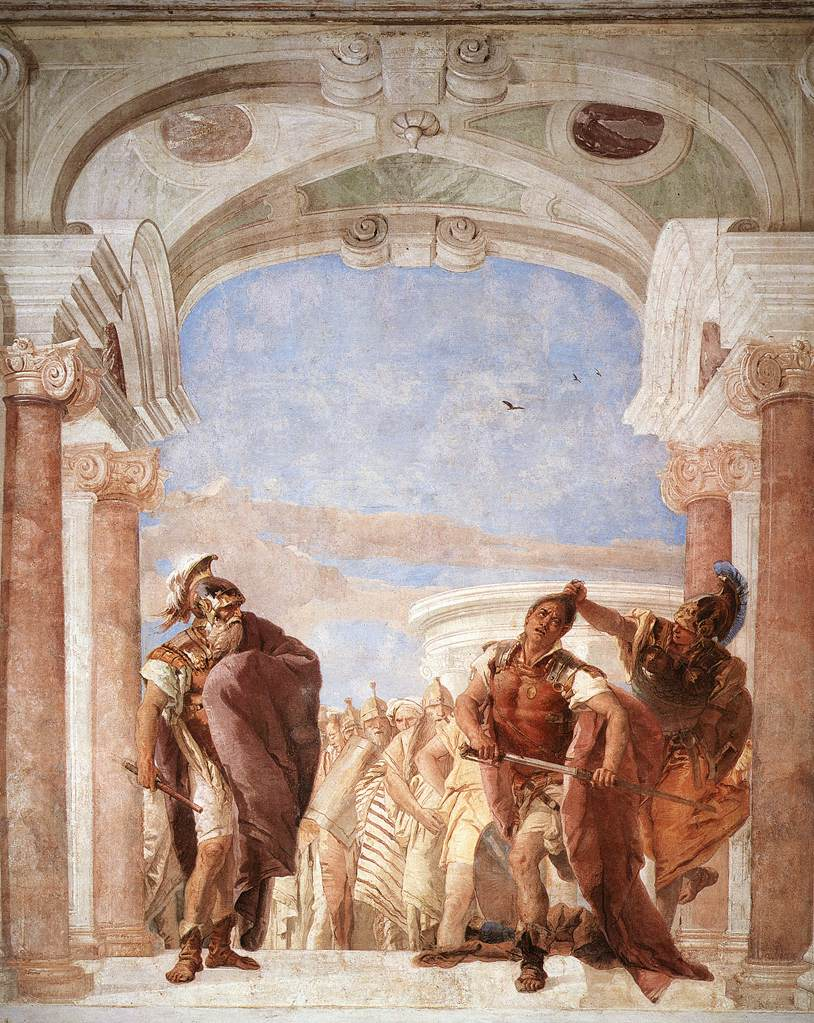
《阿喀琉斯的愤怒》，乔万尼绘

希臘化時代的文學，一般評價不如古典時期，因為該時代文學和民眾脫節，惟有少數具有豐富知識的學者才能理解。希臘化時代文學創作的對象有民間傳說、傳奇故事、哀怨的戀愛故事、以及天方夜譚式的羅曼史，不過大部分的作品，都已經失傳了。

#### 敘事詩
希腊化时代的亞歷山大城，聚集了不少著名詩人，卡利马科斯與阿波罗尼奥斯為該時期敘事詩的代表詩人，但是他們的作品，被後世評價意境不如古典時期的敘事詩。

#### 抒情詩
希腊化时代的埃拉托斯特尼與阿拉托斯，為該時期抒情詩的代表詩人，他們的作品曾用天文學作為題材來創作，成為這個時代獨有的特色，埃拉托斯特尼曾創作關於下層社會階級悲慘生活的戀愛詩，被視為希臘化時代亞歷山卓城的文學瑰寶。

#### 田園詩
希臘化時代出現一種詩體「田園詩」，以描寫農人日常生活，而忒奥克里托斯，他是田园诗創作的佼佼者，對近代歐洲文學也有一定程度的影響

### 戲劇

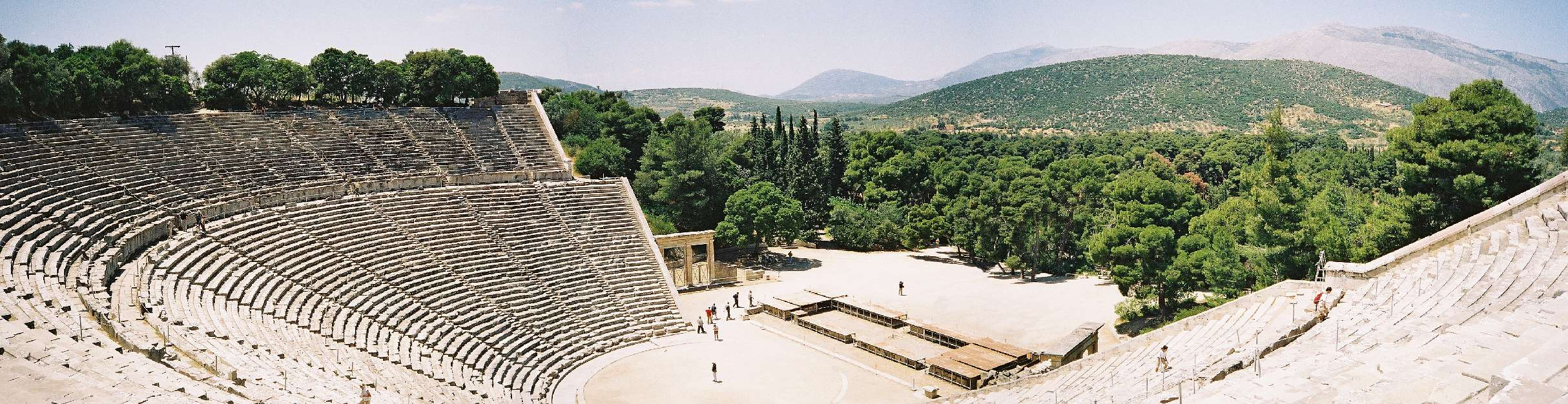
古希腊剧场俯瞰图

#### 悲劇
希臘化時代的悲劇，除了重演古典時代三大悲劇詩人的舊作外，儘管還有來科夫隆（Lycophron）、蘇塞法尼斯（Sosiphanes）、普雷利倫（Pleuliron）、菲利寇斯（Phikos）、蘇塞提斯（Sositheos）、荷馬（Homeros）、優福羅尼斯（Euphronios）等人的作品，他們雖然合稱為「七星」（Pleiades）詩人，不過作品評價遠不如古典時期的悲劇作品，儘管如此，他們的創作還普遍受到希臘化世界的喜愛。

#### 喜劇

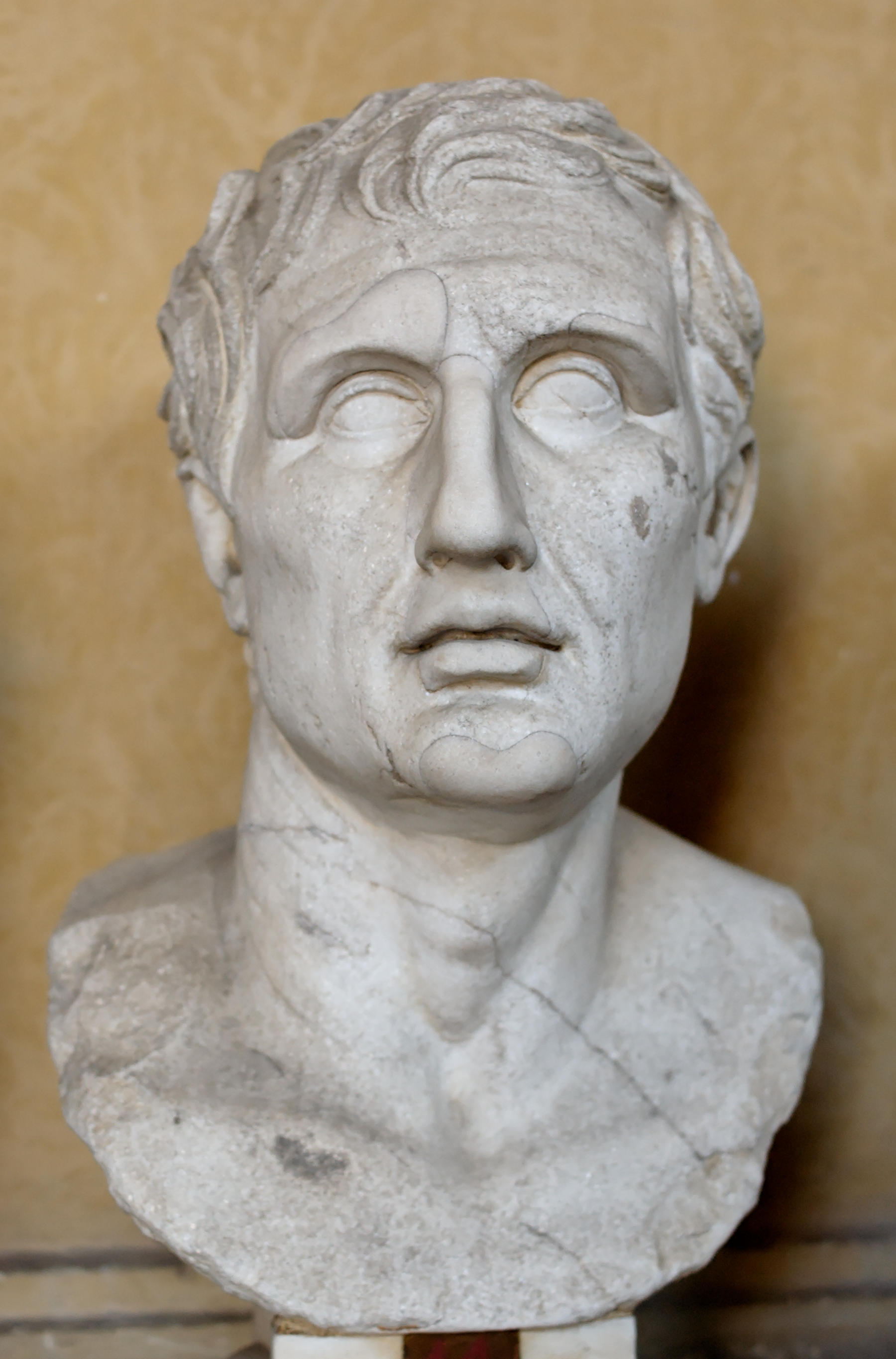
米南德胸像

希臘化時代的喜劇，以米南德最為重要，他的作品，能夠簡潔而深刻表達希臘化時代的真實社會面貌。因此被認為，他的喜劇僅次於古典時代的阿里斯托芬。他的作品留下不少的格言：「為神所愛將早死」「惡劣的交際有損風儀」「良心可使懦者勇敢」。

#### 擬曲
希臘化時代出現一種新的戏剧題材，那便是「擬曲」，以忒奥克里托斯和赫倫達斯（Herondas）最為重要，狄奧克里塔最有名的作品有「女魔術師」「敘拉克城之女」；赫倫達斯的作品，擅長刻畫平民生活與希臘化的時代的醜陋面貌。

### 史學
希臘化時代儘管出現不少歷史著作，不過大都不如古典時期的作品，該時代出色的作品有「航海誌」、「雅典史」、「希臘西陲史」等等，「航海誌」由亞歷山大部將尼亞卡斯所著，敘述航行印度洋的經過，「雅典史」由狄摩卡利斯所著，修辭是優美流暢，「希臘西陲史」由提麥奧斯所著，是希臘史學首次使用歷史紀念的著作，不過這些作品大都已經失傳。
亞里斯多德在世時，曾主張以科學方法來研究歷史，因此逍遙學派門生，寫出不少史學著述，如狄凱阿克斯（Dicaearchus）的「希臘文化史」和「斯巴達憲法史」；泰奧弗拉斯托斯的「自然科學史」；梅蒙（Memnon）的「醫學史」；歐德謨（Eudemus）的「數學史」與「天文學史」等等著作。。
希臘化時代最為聞名的史學家是波里比阿，他在歷史研究方面，非常注重真實，並且重視歷史的社會與經濟方面因素，他還認為歷史是以政治制度為主體，他的這種政治史觀，很能反映希臘化時代的政治思潮。他的著作為《歷史》，主要是記述羅馬共和興起而終成為世界大國的過程。

### 哲學

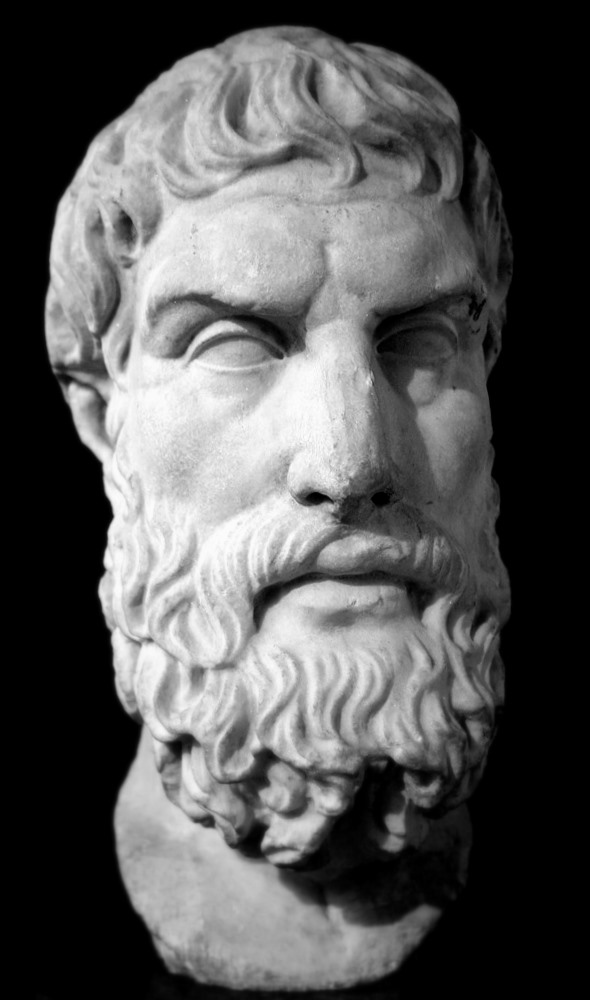
伊比鳩魯

在马其顿统治以后的希腊化时期，由于列國之間彼此的戰爭，導致社会动荡不安，哲学家將精力用在探討倫理學與人生哲學。
希臘化時代哲學主流是伊比鳩魯學派、斯多亞學派、犬儒學派和新柏拉圖學派。伊比鳩魯學派認為人生最高的目的在追求快樂，但要達到快樂的境界，應具備獨立的精神，祛除虛偽、恐懼等意念，養成公平正直的寧靜心態，斯多亞學派主張抑制內心的慾望與外界環境的追求，並主張四海皆兄弟、寬恕待人、重視倫理等。後來此一學派對後來的羅馬，至於整個西方文化均有深遠的影響。犬儒學派否定社會與文明，提倡回歸自然，清心寡欲。後來對羅馬和基督教苦修主義均有影響。

### 宗教

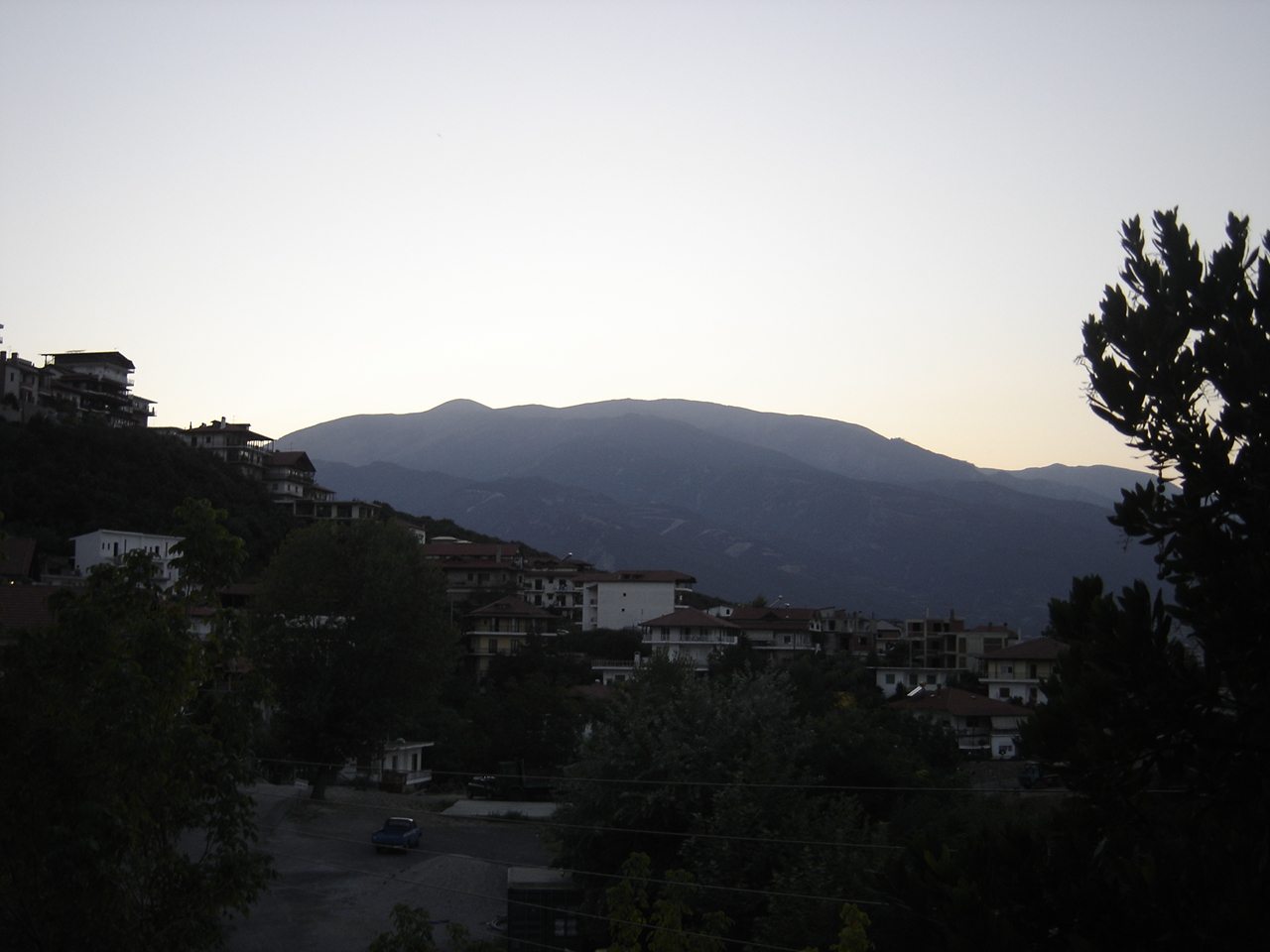
古希腊传说中，奥林匹斯山是古希臘神明居住的地方

古希臘主要的神殿分布圖

古希臘人的傳統信仰，城邦性質很濃厚，並且與政治結合在一起，只是到了希臘化時代，由於希臘城邦政治的沒落，加上受到東方宗教的影響，所以傳統信仰的影響力也就隨得日漸減弱，而希臘化時代宗教有一種說法則是希臘的諸神與西亞的諸神匯合的狀況；可是根據另一種西方學術資料指稱：希臘化時代的信仰既不是近東的一神信仰也不是古希臘的自然神崇拜，而是密特拉教的信仰。希臘城邦時代的奧林帕斯諸神，為全希臘民族信仰的國教，自然祭祀活動屬於全民參與的，不過到了希臘化時代，由於奧林帕斯諸神漸趨薄弱，社會上流行個人主義色彩的宗教，其皆用文字寫成教規和規範。藝術女神繆斯，就是其中在希臘化時代盛行的宗教團體。

### 科技

用來確定地球的半徑與圓周的埃拉托斯特尼法（Eratosthenes' method）。

希臘化文明的科學在科學史上占有重要的一席之地，延續希臘古典時代學識發展，再結合東方美索不達米亞和埃及的知識，刺激人們對知識的探索。而希臘化時代的許多統治者為了沽名釣譽，更大力贊助學者進行研究，使得希臘化時代科學異乎尋常發展，希臘化時代的科學主要在天文學、數學、地理學、醫學以及物理學上有很大的發展。

#### 數學

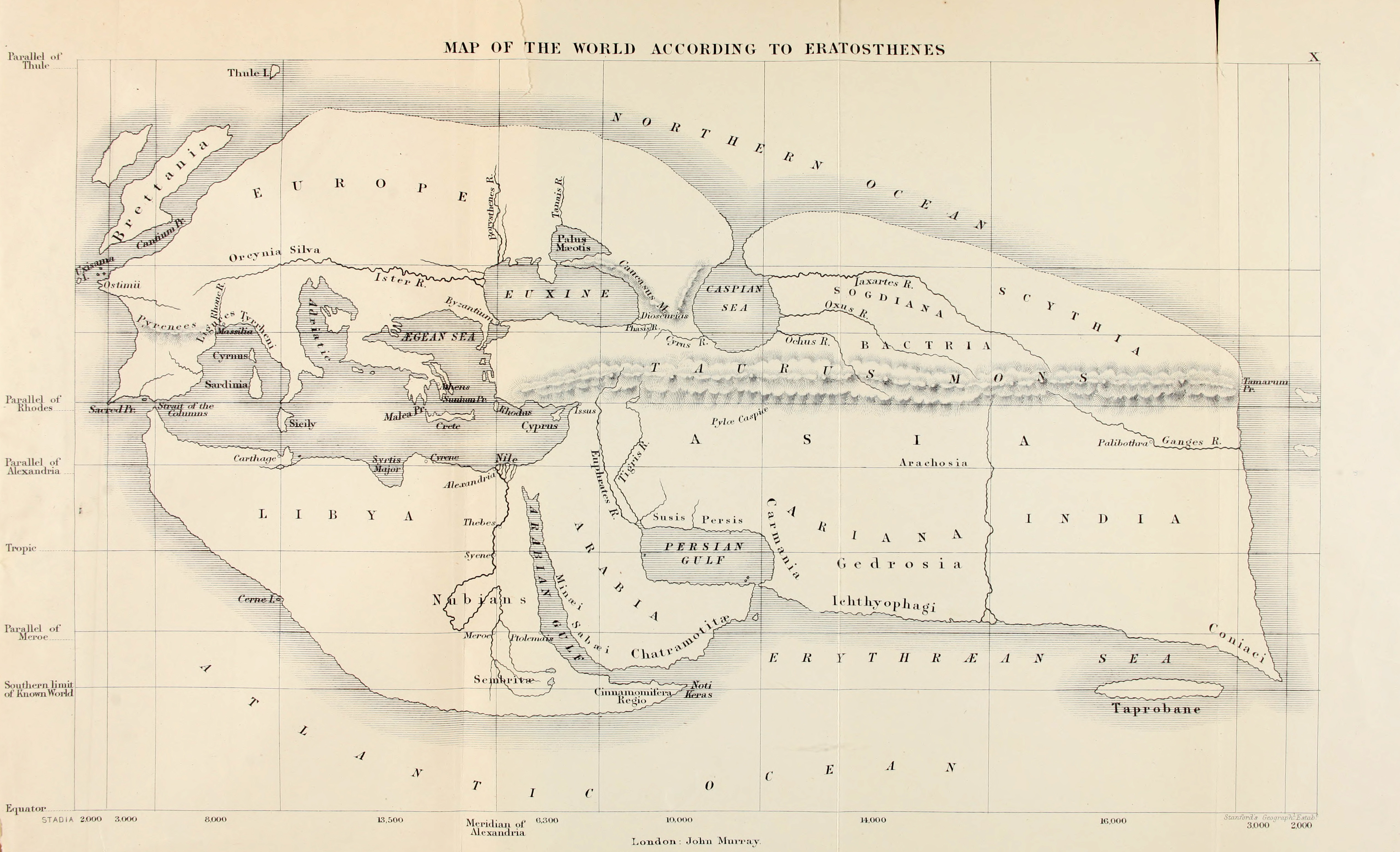
十九世紀重繪埃拉托斯特尼的地圖，描繪約西元前194年的已知世界範圍。

在數學上，歐幾里得是希臘化時代最負盛名、最有影響的數學家之一，他最著名的著作《幾何原本》是古希臘數學發展的頂峰，亦是歐洲數學的基礎，其對整個科學思維方法都有極大的影響。除了喜帕恰斯在三角學的成就外，阿基米德利用「逼近法」算出球面積、球體積等等，為後世奠下「微積分」發展的基礎。地理學上，埃拉托斯特尼估算地球圓周、直徑，並設計出經緯度系統。

#### 物理學
在物理學上，阿基米德是希臘化時代最為傑出的物理學家之一，浮力定律是由他所發現，後人又稱為「阿基米德定律」，該定律是今天製造輪船、潛水艇、飛艇的科學基礎，此外他在應用力學方面作出非凡的貢獻，例如投石機、複滑車、起重機、遊星儀，都是他發明的，此外在光學、聲學和熱學研究等物理學領域也有可觀的發展。

#### 天文學

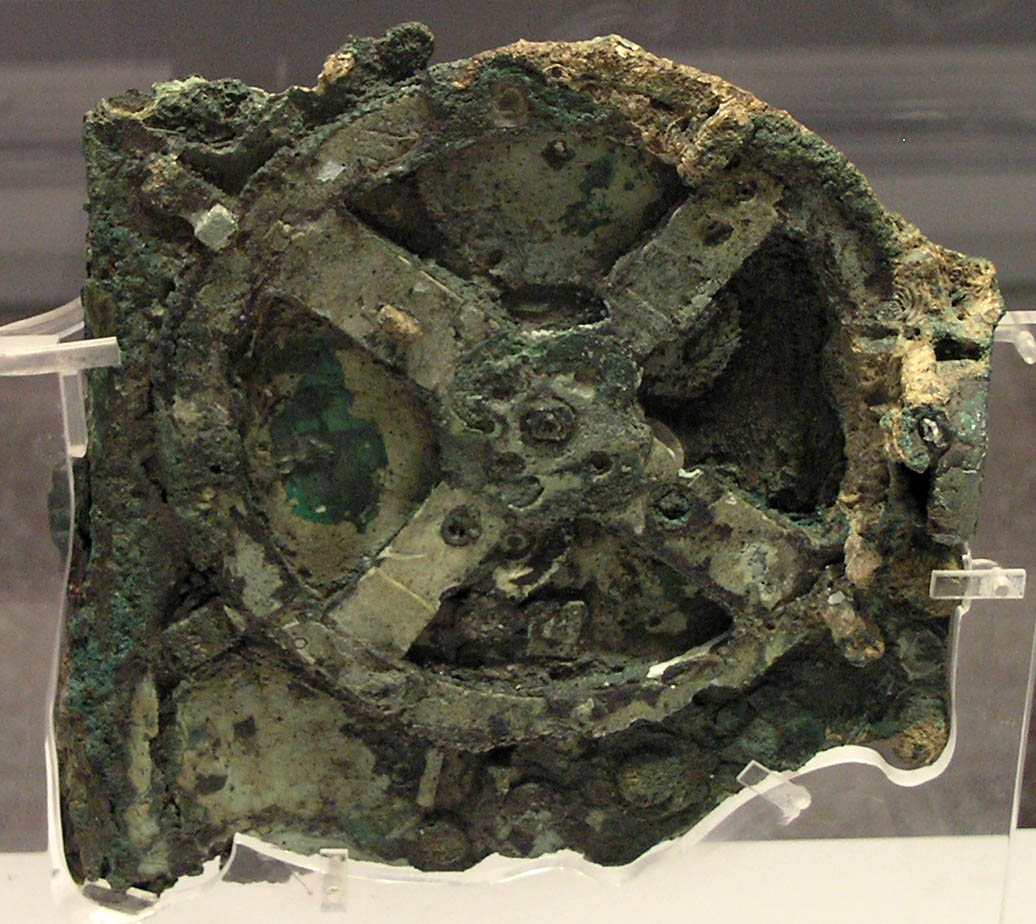
安提基特拉机械是制造于公元前 150 至 100 年一种用于计算天体位置的仪器

在天文學上，薩摩斯島的天文學家阿里斯塔克斯提倡日心說，然而其學說未受到後繼者接受。然而另一位重要的天文學家喜帕恰斯編製星圖和發明觀星儀，並創立三角學和球面三角學，更近乎準確估計月球直徑和與地球距離，而喜帕恰斯大量觀測與研究成果影響之後亞歷山卓的托勒密，托勒密總結了希臘古天文學的成就，以地心說為基礎寫成《天文學大成》，被視為古代天文學經典。

#### 醫學
在醫學上，赫洛菲洛斯與埃拉西斯特拉圖斯是希臘化時代最為優秀的醫生。赫洛菲洛斯是第一位有條理的方法進行人體解剖的學者，他發現大腦是智力中樞，並知道脈搏的重要性，他還發現動脈中僅有血液而非亞里斯多德所說的含有空氣，動脈的工作是把血液從心臟送往全身。埃拉西斯特拉圖斯是赫洛菲洛斯的同僚，埃拉西斯特拉圖斯區別運動神經和知覺神經，腦部是神經中心，疼痛透過神經傳達到腦部。埃拉西斯特拉圖斯還發現動脈和靜脈最終連結於一起，不過他卻誤譇靜脈是血液的通路，而動脈是靈氣的所在，所以他並沒有發現血液循環的存在。

### 藝術

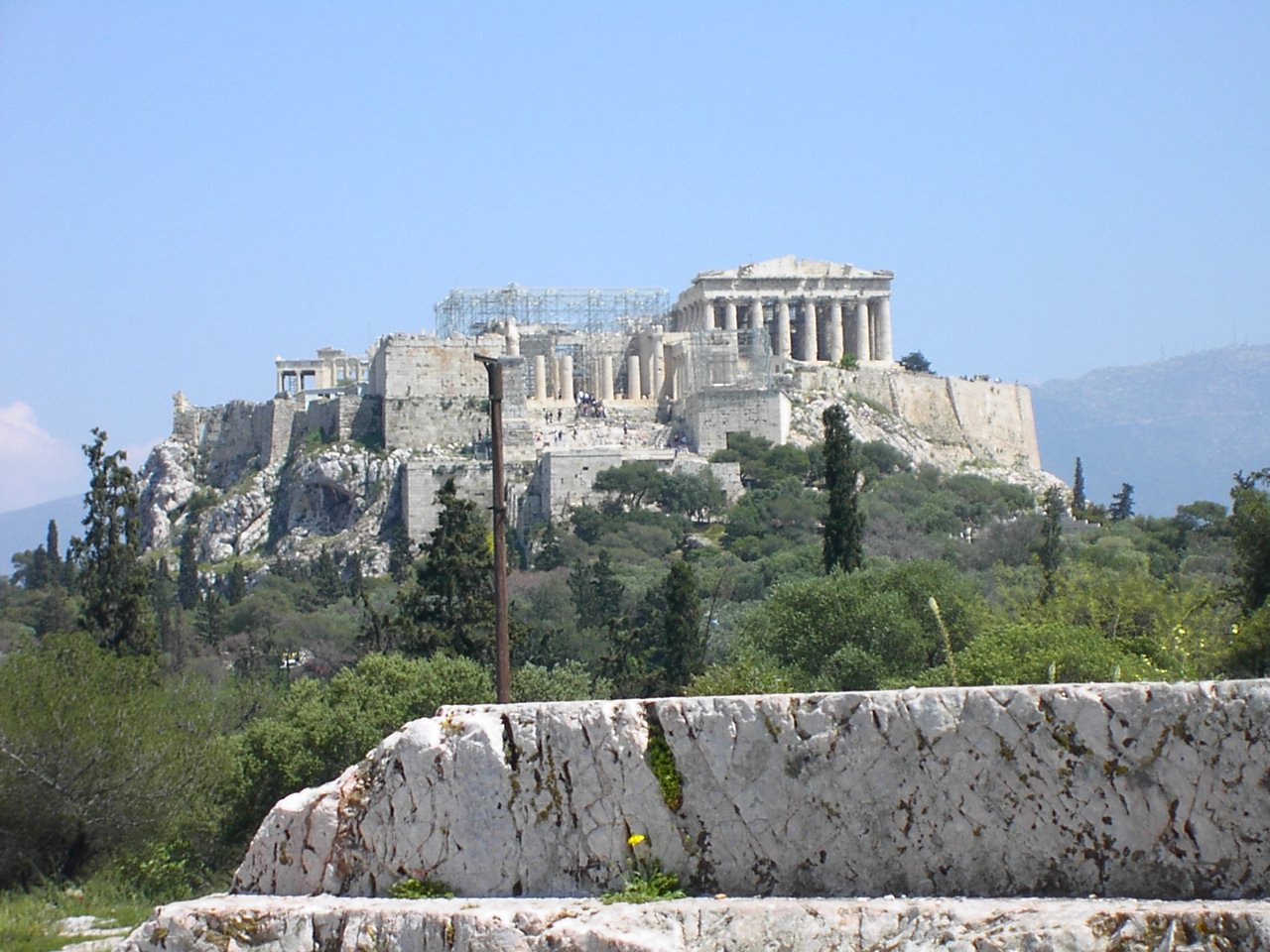
雅典卫城

希臘化時代，戰亂頻繁，此時的藝術風格開始轉變，瀰漫一股庸俗化的風潮，藝術家多是為了迎合權貴的需求來創作，流於結構複雜和技巧誇張，類似於歐洲17世紀過度裝飾的「巴洛克式藝術」，喪失希臘古典藝術的高雅氣氛，尤其選取題材，喜歡使用異國風格，並不向調和與均衡的形式上構思，因此德國藝術家約翰·約阿希姆·溫克爾曼曾說：「早已失去高貴雄雅和靜謐偉大」，而且藝術的創作中心，從希臘本土轉移到小亞細亞、敘利亞、埃及等地，造就出帶有地方色彩的新型藝術，總之，希臘化時代的藝術，被評價為頹廢庸俗，是希臘藝術的末期現象。

#### 建築
希臘化時代的建築樣式，雖然本質上延續希臘古典時代的風格，但是傳統古典時代的多利亞式與人文主義、均衡和約制風格，逐漸式微與消沉，而愛奧尼亞式與科林斯式則極為流行。從希臘化時代君王所居住的皇宮便可得知，如帕加馬王國的首府帕加馬即為一例。
希臘化時代的都市計劃，是採用「希波達馬斯式」（Hippodamos），呈直角交叉把全城劃分為四區，然後再用無數小街作同樣交叉劃分，從空中觀看就像是一個棋盤。至於路面的寬度：亞歷山卓約35公尺，帕加馬11.5公尺，普里耶涅約8.5公尺。希臘化時代都市已經有相關的都市計劃，普里恩雖然人口不多，只有四、五萬人，不過城內有供應飲水的水塔設施，另外柏加馬，還訂定有關維持都市環境的法規。

#### 雕刻

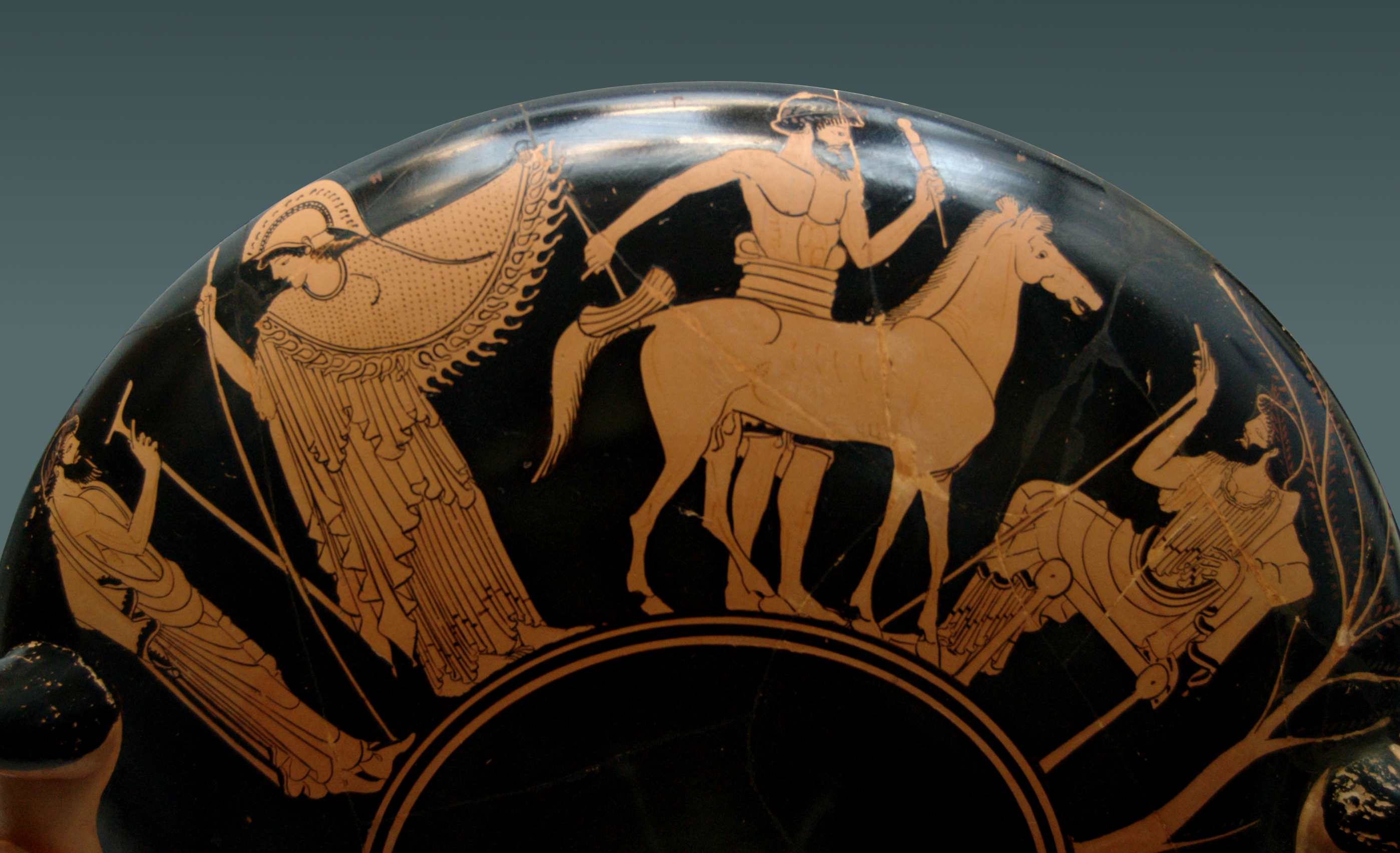
基里克斯杯，州立文物博物馆

希臘化時代，雕塑常為了紀念某種人、事、物而創作，代表作品有米羅的維納斯、薩莫特拉斯的勝利女神。米羅的維納斯的作者為誰，至今不得而知，不過此作，散發出女神的高貴、恬美和寧靜的氣質，充分表現希臘古典藝術風格，因此在藝術史留下極高的評價。薩莫特拉斯的勝利女神，儘管它的頭部已經遺失，不過它的軀体，藉由輕薄的衣衫及衣褶，散發出一種玲瓏之美。
希臘化時代雕刻很注重實用性和大眾化，除了名人權貴的雕像外，也有以日常生活為創作題材的作品，如「頑童與鵝」（Boy with Goose）、「老漁翁」、「醉婆婆」等，這些作品都是希臘古典藝術所沒有的主題與風格。

## 影響

### 東方

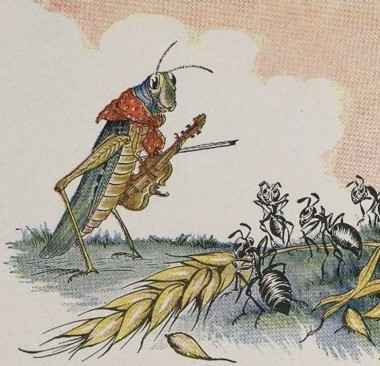
《伊索寓言》中蚂蚁和促织的故事

亞歷山大、塞流卡斯、安泰俄斯等，在波斯及印度等東方各地，建造無數希臘化城市，都是傳播希臘化文化的傳播據點，對東方世界學術文化的影響極為深遠。對印度的佛教藝術產生一定影響，犍陀羅藝術就是單純的希臘化藝術，後來這種風格的希臘藝術，經過中亞的西域，而間接影響中國以及日本和朝鮮的藝術。另外文學戲劇作品，如「伊索寓言」和「希羅多德故事」，也影響了印度、中國和日本民間諺語和文學典故。

### 西方
雖然希臘化時代被羅馬人征服而結束，不過其所發展的一切文化，反倒過來征服了羅馬，由於當時希臘以西的歐洲，文化水平並不高，當羅馬人接觸到希臘化文化，除了少部分保守份子排斥之外，大部分都完全接受且仿效，因此可以說羅馬文化完全移植希臘化時代文化，而並稱「希臘羅馬文化」或「希羅文化」，而成為西方文明的根源。

### 引用
1. ↑  Cosmos: A Personal Voyage, Sagan, C 1980, "Episode 1: The Shores of the Cosmic Ocean" （页面存档备份，存于）
2. 1 2  馮作民. . . 1979: 627-630頁.
3. ↑  馮作民. . . 1979: 711-712頁.
4. ↑  王曾才. . . 2006: 138–139頁.
5. ↑  王曾才. . . 2006: 139頁.
6. ↑  馮作民. . . 1979: 690-691頁.
7. ↑  馮作民. . . 1979: 691頁.
8. ↑  馮作民. . . 1979: 691-692頁.
9. ↑  馮作民. . . 1979: 692頁.
10. ↑  馮作民. . . 1979: 692-693頁.
11. ↑  馮作民. . . 1979: 693頁.
12. 1 2 3  馮作民. . . 1979: 693-695頁.
13. ↑  王曾才. . . 2006: 122-124頁.
14. ↑  . 中国经济网综合. 2006  [2011-09-08]. （原始内容存档于2008-06-17）.
15. 1 2  王曾才. . . 2006: 124-130頁.
16. ↑  馮作民. . . 1979: 700頁.
17. 1 2  馮作民. . . 1979: 701-702頁.
18. ↑  馮作民. . . 1979: 702-703頁.
19. ↑  王曾才. . . 2006: 136-138頁.
20. 1 2  王尚德. . . 2010: 277–280頁.
21. ↑  王尚德. . . 2010: 280–284頁.
22. ↑  馮作民. . . 1979: 697-698頁.
23. ↑  王尚德. . . 2010: 284–285頁.
24. ↑  王尚德. . . 2010: 285–286頁.
25. 1 2  王尚德. . . 2010: 272-274頁.
26. ↑  Burns，Edward M.，Ralph, Philip Lee & Lerner, Robert E, 世界文明史(前篇), p.190
27. ↑  馮作民. . . 1979: 699頁.
28. 1 2 3  馮作民. . . 1979: 704頁.
29. ↑  馮作民. . . 1979: 707頁.
30. 1 2  馮作民. . . 1979: 707-708頁.
31. ↑  馮作民. . . 1979: 704-705頁.
32. ↑  馮作民. . . 1979: 705-706頁.
33. ↑  馮作民. . . 1979: 706-707頁.
34. 1 2  馮作民. . . 1979: 708-709頁.
35. ↑  馮作民. . . 1979: 710頁.